# André Darnay
 (avril 2010).
Si vous disposez d'ouvrages ou d'articles de référence ou si vous connaissez des sites web de qualité traitant du thème abordé ici, merci de compléter l'article en donnant les références utiles à sa vérifiabilité et en les liant à la section « Notes et références ».
André Darnay est un acteur français.

## Filmographie
- 1947 : Les Amants du pont Saint-Jean d'Henri Decoin : Amédée Boiron, le maire du village et père d'Augusta
- 1947 : Non coupable d'Henri Decoin
- 1948 : L'Aigle à deux têtes de Jean Cocteau
- 1949 : Retour à la vie de Jean Dréville dans le sketch Le Retour de Jean : l'instituteur
- 1949 : Au grand balcon d'Henri Decoin : Armezac
- 1950 : Passion de Georges Lampin
- 1950 : Trois Télégrammes d'Henri Decoin : le receveur de la poste
- 1951 : Identité judiciaire d'Hervé Bromberger : le juge d'instruction
- 1952 : La Vérité sur Bébé Donge d'Henri Decoin : un joueur de bridge